# مبادرة تشان زوكربيرغ

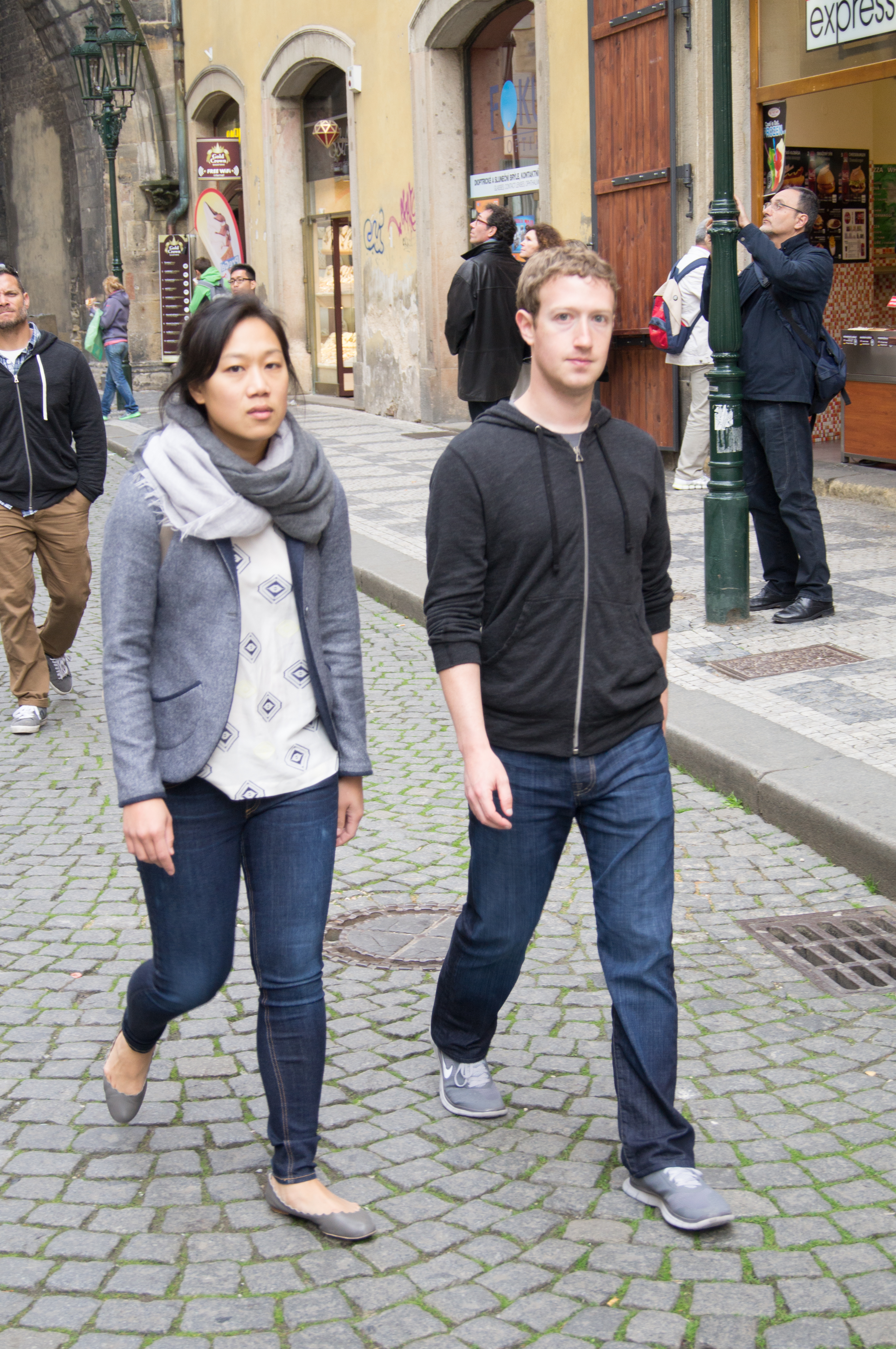
مارك زوكربيرج وزوجته بريسيلا تشان في براغ، عام 2013.

مبادرة تشان زوكربيرج (CZI) هي مبادرة تهتم بمجالي الصحة والتعليم، أسسها مارك زوكربيرج وزوجته بريسيلا تشان بإستثمار ما يقرب من 1 مليار دولار من أسهم شركة فيس بوك خلال الثلاث أعوام القادمة، تم الإعلان عن تأسيسها في 1 ديسمبر 2015، احتفالا بميلاد إبنتهما ماكسيما «ماكس». تبرع مارك بأسهم 99% من أسهم فيس بوك للمبادرة لتصل ميزانية المبادرة إلى ما يقرب من 45 مليار دولار.
تهدف المبادرة إلى تعزيز الإمكانات البشرية، وتطوير مجالي الصحة والتعليم، والبحث العلمي والطاقة.

## السياق
توجد العديد من مبادرات الأعمال الخيرية في الولايات المتحدة، كمبادرة أندرو كارنغي، جون روكفلر (مؤسسة روكفلر)، وارن بافت وبيل جيتس (مؤسسة بيل وميلندا جيتس).
كما وقع بيل جيتس، وارين بوفيت، مايكل بلومبرغ، تشارلز برونفمان، كارل آيكان، وديفيد روكفلر بالإضافة إلى مارك زوكربيرغ على تعهد عطاء.

## الأنشطة

### الإستثمارات
تستثمر مبادرة زوكربيرج 24 مليون في أنديلا كأول أنشطتها، تهدف أنديلا من خلال برنامج زمالة مدتة أربع أعوام على تدريب مطوري البرامج في أفريقيا، وتنمية الشركات الأمريكية. قامت المبادرة بتمويل سلسلة من الشركات والمؤسسات.
في 8 سبتمبر 2016، أعلنت المبادرة دعمها للنظام التعليمي في بيجو بحوالي 50 مليون دولار جنبا إلى جنب مع مستثمرين سوفينا، وشركاء مشروع لايت سبيد، التايمز للإنترنت.

### الأعمال الخيرية
في 21 سبتمبر 2016، أعلنت المبادرة عن برنامجها العلمي الجديد، مبادرة تشان زوكربيرغ للعلوم، بإستثمار حوالي 3 مليارات دولار في العقد القادم، وأن تكون كورنيليا برجمان من جامعة روكفلر هي أول مدير للمبادرة. بدأت المبادرة في 1 أكتوبر 2016. يهدف البرنامج إلى محاولة إيجاد عقاقير والقضاء على جميع الأمراض بحلول عام 2100. تم تخصيص مبلغ 600 مليون من 3 مليارات لبيوهوب، وهو مركز في سان فرانسيسكو بالقرب جامعة كاليفورنيا في بركلي. يهدف هذا المركز إلى تسهيل التعاون بين العلماء في جامعة UCSF، جامعة كاليفورنيا، بيركلي، جامعة ستانفورد، والجامعات الأخرى في المنطقة.
عقب العديد على أن الهدف جدير بالاهتمام، بالرغم من قول البعض الآخر أن مبلغ التمويل صغير وغير كافي مقارنة بباقي الأموال التي تصرف على البحوث الطبية الحيوية.

## الهيكل والنظام الضريبي
مبادرة تشان زوكربيرج ليست مبادرة موثقة أو مؤسسة خاصة ولكنها شركة محدودة المصادر والتي يمكن إستخدامها للربح، إنفاق المال على كسب التأييد، جمع التبرعات السياسية، وليست مضطره إلى الكشف عن ما دفعته للمسؤولين التنفيذيين الخمسة الأعلى. فمع مقارنة هذه المبادرة مع باقي الجمعيات الخيرية الموثقة نجد أن مبادرة تشان زوكربيرج هي أقلهم شفافية.
تحت هذا الهيكل القانوني، كتبت مجلة فوربس التالي:
«سيظل زوكربيرج هو المسيطر على الأسهم المملوكة للمبادرة».
لن يعطي مارك زوكربيرج جميع أسهمه في وقت واحد. نشرت مجلة ذا ديلي بيست:
«مع الهيكل المعلن للمبادرة، لا يبدو أنه هناك أي سبب منطقي لدعم النظام الضريبي لهذه المبادرة، فيمكن لزوكربيرج أن يستخدم هذه الأموال في السياسة أو الأعمال المجتمعية بدون الحاجة إلى تجميع إعانات ضخمه من باقي أنحاء البلد».

## وصلات خارجية
- الموقع الرسمي
- خطة مبادرة تشان زوكربيرج لمحاربة جميع الأمراض